# Thurey-le-Mont
Thurey-le-Mont ist eine französische Gemeinde mit 116 Einwohnern (Stand: 1. Januar 2022) im Département Doubs in der Region Bourgogne-Franche-Comté.

## Geographie
Thurey-le-Mont liegt auf 240 m, etwa 17 Kilometer nordnordöstlich der Stadt Besançon (Luftlinie). Das Dorf erstreckt sich an leicht erhöhter Lage am östlichen Rand der Talniederung des Ognon, nördlich des Höhenrückens der Grande Côte im äußersten Nordwesten des Département Doubs.
Die Fläche des 4,83 km² großen Gemeindegebiets umfasst einen Abschnitt des Ognon-Tals. Die westliche Grenze verläuft entlang dem Ognon, der hier mit großen Flussschleifen durch eine rund ein Kilometer breite, flache Talniederung fließt. Ehemalige Kiesgruben im Tal wurden mit Wasser gefüllt. Vom Flusslauf erstreckt sich das Gemeindeareal nach Osten über die breite Talaue in eine leicht gewellte Landschaft, die teils mit Acker- und Wiesland, weiter im Osten vor allem mit Wald bestanden ist (Bois de la Chaille, Bois Bas). Mit 283 m wird auf einer Anhöhe im Bois Bas die höchste Erhebung von Thurey-le-Mont erreicht. Ganz im Osten reicht das Gebiet bis an den Fuß des Höhenrückens Bois du Mont.
Nachbargemeinden von Thurey-le-Mont sind Valleroy im Norden, Rigney im Osten, Moncey im Süden sowie Aulx-lès-Cromary und Chambornay-lès-Bellevaux im Westen.

## Geschichte
Im Mittelalter gehörte Thurey zum Herrschaftsgebiet von Châtillon-le-Duc. Zusammen mit der Franche-Comté gelangte das Dorf mit dem Frieden von Nimwegen 1678 definitiv an Frankreich. Um eine Verwechslung mit anderen gleichnamigen Gemeinden zu vermeiden, wurde Thurey 1923 offiziell in Thurey-le-Mont umbenannt. Heute gehört das Dorf zum Gemeindeverband Doubs Baumois.

## Bevölkerung
| Jahr                       | 1962 | 1968 | 1975 | 1982 | 1990 | 1999 | 2005 | 2016 |
| Einwohner                  | 63   | 56   | 64   | 94   | 100  | 106  | 108  | 129  |
| Quellen: Cassini und INSEE |      |      |      |      |      |      |      |      |

Mit 116 Einwohnern (Stand 1. Januar 2022) gehört Thurey-le-Mont zu den kleinsten Gemeinden des Départements Doubs. Nachdem die Einwohnerzahl in der ersten Hälfte des 20. Jahrhunderts deutlich abgenommen hatte (1906 wurden noch 151 Personen gezählt), wurde seit Mitte der 1970er Jahre wieder ein Bevölkerungswachstum verzeichnet. Seither hat sich die Einwohnerzahl fast verdoppelt.

## Wirtschaft und Infrastruktur
Thurey-le-Mont war bis weit ins 20. Jahrhundert hinein ein vorwiegend durch die Landwirtschaft (Ackerbau, Obstbau und Viehzucht) und die Forstwirtschaft geprägtes Dorf. Daneben gibt es heute verschiedene Betriebe des lokalen Kleingewerbes. Wichtigster Arbeitgeber ist jedoch ein Betrieb der Nahrungsmittelindustrie (Herstellung von Feingebäck), der rund 150 Personen beschäftigt.
Die Ortschaft liegt abseits der größeren Durchgangsstraßen an einer Departementsstraße, die von Moncey nach Cirey führt. Der nächste Anschluss an die Autobahn A36 befindet sich in einer Entfernung von 13 Kilometern.